# 雷諾茲 (喬治亞州)
雷諾茲（英語：Reynolds）是一個位於美國喬治亞州泰勒縣的城鎮。

## 地理
雷諾茲的座標為32°33′33″N 84°05′44″W / 32.55917°N 84.09556°W，而該地的平均海拔高度為134米（即440英尺）。

## 人口
根據2010年美國人口普查的數據，雷諾茲的面積為3.40平方千米，當中陸地面積為3.40平方千米，而水域面積為0.00平方千米。當地共有人口1086人，而人口密度為每平方千米319人。